# Marian Szpakowski (malarz)

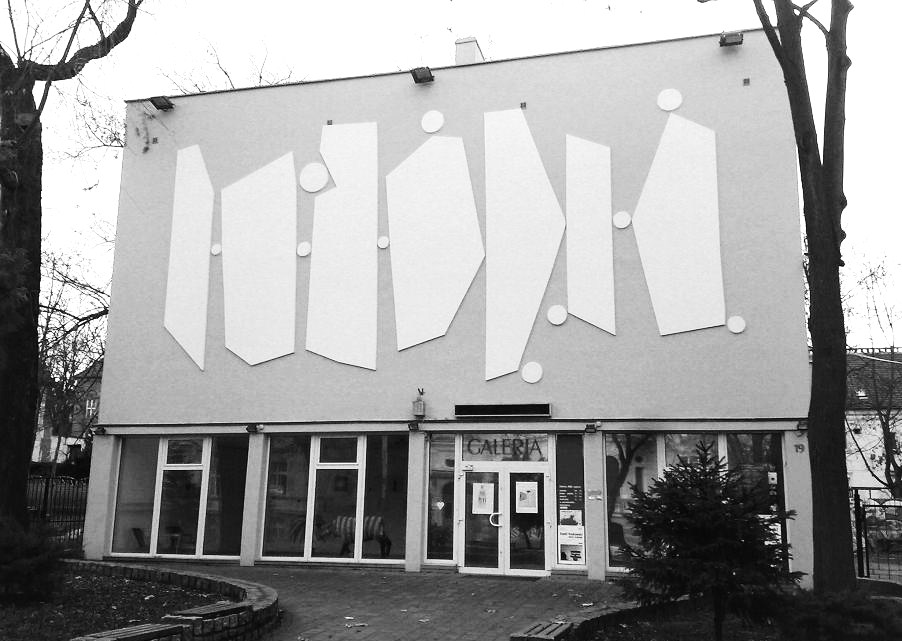
Zielona Góra – Galeria BWA z reliefem Mariana Szpakowskiego na fasadzie

Marian Szpakowski (ur. 11 stycznia 1926 w Zaleszczykach, zm. 1 września 1983 w Zielonej Górze) – polski malarz, grafik, animator artystyczny związany z Zieloną Górą. Przez pewien okres uznawany za niekwestionowanego lidera plastyków zielonogórskich. Prezes Okręgu Związku Polskich Artystów Plastyków w latach 1961-1971, przez cztery kadencje brał udział w pracach Sekcji Grafiki Zarządu Głównego ZPAP. Dyrektor zielonogórskiego Biura Wystaw Artystycznych, dla którego siedziby zaprojektował relief. Inicjator Złotego Grona – zielonogórskiego biennale sztuki współczesnej (lata 1963–1981).
Studiował w krakowskiej ASP w pracowni prof. Zygmunta Radnickiego i  Hanny Rudzkiej-Cybisowej. Wywarło to znamienny wpływ na jego dalsze losy twórcze. W 1954, zaraz po otrzymaniu dyplomu przyjechał do Zielonej Góry, gdzie po kilku latach zdobył wielki szacunek i uznanie, stając się kreatorem większości wydarzeń artystycznych.
Z jego inicjatywy powstała grupa Krąg, skupiająca przedstawicieli środowisk twórczych Krakowa, Wrocławia, Zielonej Góry oraz polskich malarzy emigracyjnych z Londynu. Założył promującą poszukiwania twórcze Galerię 70.
Twórczość malarska Mariana Szpakowskiego przechodziła długą drogę. Od poszukiwań postimpresjonistycznych, poprzez intensywną abstrakcję po spokojną geometrię. Tworzył płótna, reliefy i kolaże.
Prezentował swoje dzieła w różnych ośrodkach wystawienniczych, m.in. w poznańskiej galerii od Nowa, w warszawskiej Galerii Krzywego Koła i Zachęcie a także za granicą – w Drian Gallery w Londynie, Galerii La Fourmieré w Zurichu, Galerii 58 w Rapperswilu, Galerii Atelier – Theater w Bernie. Prace Mariana Szpakowskiego posiada w swoich zbiorach Muzeum Narodowe w Warszawie, Krakowie, Poznaniu, Wrocławiu i Gdańsku. Największa kolekcja znajduje się w Muzeum Ziemi Lubuskiej w Zielonej Górze.
Był wielokrotnie nagradzany i wyróżniany za osiągnięcia artystyczne i organizacyjne. Otrzymał m.in. Lubuską Nagrodę Kulturalną (1964, 1969, 1980), nagrodę na I Festiwalu Polskiego Malarstwa Współczesnego w Szczecinie (1962), nagrodę Złotego Grona w dziedzinie malarstwa (1963), nagrodę na II Biennale Grafiki w Krakowie (1964), nagrodę Ministra Kultury i Sztuki za upowszechnianie plastyki (1968).
W 20. rocznicę śmierci artysty odbyła się w zielonogórskim BWA wystawa monograficzna poświęcona twórczości Mariana Szpakowskiego.